# Zouheir Dhaouadi
Zouheir Dhaouadi (Kairouan, Gobernación de Kairuán, Túnez, 1 de enero de 1988) es un futbolista tunecino. Juega en la posición de delantero y su equipo actual es el Club Africain de la CLP-1 de Túnez.

## Selección nacional
Dhaouadi ha sido internacional con la selección de Túnez en 34 ocasiones, incluyendo cuatro partidos en la Campeonato Africano de Naciones de 2011, en la que se consagra campeón y mejor jugador de dicho torneo.

### Participaciones con la selección
| Copa                                    | Sede                      | Resultado        |
| --------------------------------------- | ------------------------- | ---------------- |
| Copa Africana de Naciones de 2010       | Angola                    | Primera ronda    |
| Campeonato Africano de Naciones de 2011 | Sudán                     | Campeón          |
| Copa Africana de Naciones de 2012       | Gabón y Guinea Ecuatorial | Cuartos de final |
| Copa Africana de Naciones de 2013       | Sudáfrica                 | Primera ronda    |

## Clubes
| Club                     | País    | Año       |
| ------------------------ | ------- | --------- |
| Club Africain            | Túnez   | 2006-2012 |
| Évian Thonon Gaillard FC | Francia | 2012      |
| Club Africain            | Túnez   | 2013-     |

## Palmarés

### Campeonatos nacionales
| Título                                | Club          | País  | Edición   |
| ------------------------------------- | ------------- | ----- | --------- |
| Championnat de Ligue Profesionelle 1  | Club Africain | Túnez | 2007/2008 |
| Copa de Campeones del Norte de África | Club Africain | Túnez | 2008/2009 |
| Copa de Campeones del Norte de África | Club Africain | Túnez | 2010      |

### Campeonatos internacionales
| Título                          | Equipo | Sede  | Edición |
| ------------------------------- | ------ | ----- | ------- |
| Campeonato Africano de Naciones | Túnez  | Sudán | 2011    |

### Distinciones individuales
| Distinción                                        | Edición |
| ------------------------------------------------- | ------- |
| Balón de Oro de Túnez                             | 2010    |
| Goleador del Campeonato Africano de Naciones      | 2011    |
| Mejor jugador del Campeonato Africano de Naciones | 2011    |